# Johann Paul Kaltenbaeck
Johann Paul Kaltenbaeck (* 11. Januar 1804 in Hofkirchen an der Trattnach, Oberösterreich; † 22. Juni 1861 in Wien) war ein Geschichtsforscher.
Er machte Studien im Stift Kremsmünster und studierte Philosophie und Jura an der Universität Wien. 1834 begann er mit nicht sehr poetischen Dichtungen. Drei seiner Gedichte wurden von Wilhelm Reuling vertont.
Er wurde Mitarbeiter an Joseph von Hormayrs Archiv für Geschichte, Statistik, Literatur und Kunst, das er 1835–37 selbständig unter dem neuen Namen Österreichische Zeitschrift für Geschichts- und Staatskunde leitete. 1840–48 gab er zusammen mit Johann Michael Joseph Salomon den Nationalkalender Austria heraus, in dem er auch publizierte. 1842 heiratete er Julie Krafft.
1840–46 war er Geschichtslehrer der drei jüngeren Brüder Kaiser Franz Josephs und begleitete 1850 Ferdinand Max und Carl Ludwig auf ihrer Reise nach Griechenland und in die Türkei. 
1846–57 war er Archivar am Haus-, Hof- und Staatsarchiv, wobei er 1848 als Gemeinderat (Mitglied der konservativen und katholischen Partei) der Stadt Wien vom Dienst beurlaubt war und 1851, nach der Rückkehr aus der Türkei, zum Ersten Archivar aufstieg und Präsident des 1849 gegründeten Katholiken-(Severinus-)Vereins wurde. 1849 wurde er Mitredakteur des Oesterreichischen Correspondenten. Seine Tätigkeit im Archiv war nicht nennenswert aber als Publizist erlangte er Bedeutung.
1850–52 war er in der k.k. Kommission für theoretische Staatsprüfung Prüfer für österreichische Geschichte. 1857 wurde er krankheitsbedingt pensioniert. 
Nach ihm ist eine Straße in Penzing (Wien) benannt.

## Werke
- Oesterreichische Rechtsbücher des Mittelalters; 1844
- Die Mariensagen in Oesterreich gesammelt und (mit interessanten culturgeschichtlichen Anmerkungen) herausgegeben; 1845